# Дікусар Дмитро Петрович
Дікусар Дмитро Петрович (24 жовтня 1985 , Одеса ) — український танцюрист та хореограф.

## Життєпис
Дмитро Дікусар народився 24 жовтня 1985 року в Одесі. Почав займатися танцями з 6 років, спочатку бальними, а згодом і спортивними.
Здобув вищу освіту в Київському інституті фізкультури, у 2008 році отримав диплом тренера з бальних танців. Дмитро багато років брав участь в українських та світових спортивних танцювальних змаганнях. Найбільшого успіху він досяг у латиноамериканських танцях — він пройшов у фінал кубка Європи, а також був призером Чемпіонату світу в цьому танцювальному жанрі.
У 2006 році Дмитро Дікусар отримав титул кандидата в майстри спорту з бальних танців. Багаторазово виходив до фіналів міжнародних змагань і чемпіонату України.
Отримав популярність у медіа у 2007 році після участі в другому сезоні проєкту «Танці з зірками» на телеканалі «1+1». Танцював у парі зі співачкою Іриною Білик. Згодом вони розпочали свої відносини, а незабаром зіграли весілля, провівши урочисту церемонію в Ріо-де-Жанейро. Однак у 2010 році пара розпалася.
У 2011 році взяв участь в російських «Танцях з зірками». Згодом також працював із грузинської версією цього шоу.
У 2012 році Дмитро почав стосунки з танцівницею Оленою Шоптенко, з якою він теж познайомився на «Танцях з зірками». У 2013 році пара одружилася. Але і цей шлюб не був тривалим — у 2016 році подружжя розлучилися.
У 2019 році повернувся у шоу «Танці з зірками». У шостому, сьомому та восьмому сезонах танцював у парах з Вікторією Булітко, Славою Камінською та Ольгою Харлан відповідно.
Наразі Дмитро підтверджує, що має пару, але не розкриває її особу.
У 2022 році приєднався до лав ЗСУ на захист України під час російського вторгнення.

## Участь у Танцях із зірками
| Сезон | Пара             | Статус      |
| ----- | ---------------- | ----------- |
| 2     | Ірина Білик      | Вибули      |
| 6     | Вікторія Булітко | Третє місце |
| 7     | Слава Камінська  | Вибули 2-ми |
| 8     | Ольга Харлан     | Друге місце |